# Slamannan
Slamannan är en ort i Storbritannien.   Den ligger i kommunen Falkirk och riksdelen Skottland, i den centrala delen av landet, 500 km nordväst om huvudstaden London. Slamannan ligger 156 meter över havet och antalet invånare är 1 195.
Terrängen runt Slamannan är platt åt sydväst, men åt nordost är den kuperad. Terrängen runt Slamannan sluttar norrut. Runt Slamannan är det tätbefolkat, med 331 invånare per kvadratkilometer. Närmaste större samhälle är Falkirk, 7,8 km norr om Slamannan. Trakten runt Slamannan består i huvudsak av gräsmarker.